# Zona pellucida

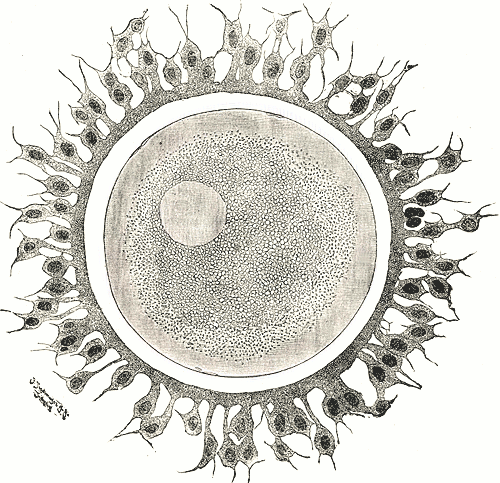
Zona pellucida (šeda prstencová vrstva) zvnitřku naléhající na buňky corony radiaty. Mezi zonou pellucidou a vlastní cytopl. membránou vajíčka (oolemmou) je perivitellinní prostor (bílá oblast)

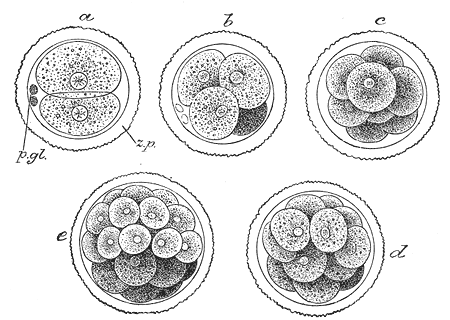
Zona pellucida kolem vyvíjejícího se zárodku

Zona pellucida je označení glykoproteinového obalu vajíčka savců, který je produkován folikulárními (granulosovými) buňkami v průběhu oogeneze. Zona pellucida slouží k selekci spermií (pouze nepoškozené spermie jsou schopné projít skrz). Její další funkcí je zabránění tzv. polyspermii – jevu kdy je vajíčko oplozeno více než jednou spermií. Zona pellucida setrvává okolo rozvíjejícího se zárodku až do stadia blastocysty.

## Složení
Zona pellucida se skládá většinou ze tří (myš) nebo čtyř (člověk, skot, prase, ) základních glykoproteinů ZP1, ZP2, ZP3 (a ZP4) (označovaných ve starších pracích také ZPB, ZPA, ZPC a, tyto názvy ovšem nebyly jednotné a jejich používání se dnes nedoporučuje), které vytvářejí podstatnou část její hmoty. Tyto proteiny jsou velmi konzervované nejen mezi savci, ale vykazují vysoký stupeň podobnosti i s analogickými proteiny, které obalují vajíčka ostatních obratlovců. Navíc zonou prostupují výběžky buněk korony radiaty (corona radiata) – buněčného obalu vajíčka, který zabezpečuje během oogeneze jeho výživu.
| druh   | ZP1 (Mr, zastoupení v ZP) | ZP2 (Mr, zastoupení v ZP) | ZP3 (Mr, zastoupení v ZP) | ZP4 (Mr, zastoupení v ZP) |
| myš    | 200 000, 9%               | 120 000, 40%              | 83 000, 40%               | –                         |
| člověk | ~100 000                  | ~120 000                  | ~ 58 000                  | ~65 000                   |

### Funkce jednotlivých proteinů
ZP2 a ZP3 se nachází ve formě heterodimeru, který je propojen ZP1. ZP3 je hlavním ligandem (rozpoznávanou látkou) pro spermii, která je schopná vyvolat akrozomální reakci. Interakce mezi spermií a zonou pellucidou je založena na rozpoznání určitých sacharidových složek glykoproteinů zony pellucidy proteiny na povrchu spermie.,,
- ZP1 propojuje ZP2 a ZP3
- ZP2 – umožňuje udržení akrozomálně zreagovaných spermií na zoně pellucidě [10]
- ZP3 – umožňuje primární navázání spermií, u kterých vyvolá akrozomální reakci [11]
- ZP4 – vyvolání akrozomální reakce [2]

### Struktura
- tloušťka:1-25 µm [6]
- uspořádání glykoproteinů: ZP glykoproteiny vytvářejí třírozměrnou síť, v které ZP2 a ZP3 vytvářejí vláknité útvary vzájemně pospojované pomocí ZP1.[5] Zapojení ZP4 dosud není objasněno

## Funkce

### Kontakt gamet
Zona pellucida je rozpoznávána spermiemi. Navázání spermií na zonu pellucidu je přirozeným spouštěčem akrozomální reakce (exocytózy akrozomu). Při akrozomální reakci se uvolnění akrozomální proteiny, které štěpí zonu pellucidu a spolu s pohybem bičíku pomáhají spermii jí proniknout. Na odhalené vnitřní akrozomální membráně jsou proteinové receptory, které při kontaktu spermie s plazmatickou membránou umožní fúzi těchto membrán – oplodnění.

### Role po oplození
Po oplození zona pellucida chrání vajíčko před tzv. polyspermií. Polyspermie je pro většinu živočichů neslučitelná s další vývojem zárodku.
Po fúzi gamet dojde ke kortikální reakci – vajíčko uvolní obsah svých kortikálních granulí, jejichž obsah pozmění zonu pellucidu:
- znesnadní navázaní a udržení spermií na zoně pellucidě pomocí kortikáních lektinů (proteinů specificky vázajících určité sacharidy), které vyvážou sacharidy na zoně a zabrání tak spermií vazbě na zonu.[9]
- kortikální enzymy rozštěpí ZP2, který pomáhá držet spermie při jejich průniku zonou pellucidou [10]
- způsobí její oddálení od povrchu vajíčka, takže spermie, kterým by se přesto podařilo dostat se skrz se nedostanou do kontaktu s plazmatickou membránou vajíčka a nemohou s ním splynout.

Zona pellucida zaniká u člověka ke konci prvního týdne po oplození, přibližně v době, kdy dochází k uhnízdění blastocysty v děložní sliznici.